# L'Attaque de la moussaka géante
Pour plus de détails, voir Fiche technique et Distribution.
L'Attaque de la moussaka géante (Η επίθεση του γιγαντιαίου μουσακά, I epithési tou yigantiéou moussaka) est un film grec, réalisé par Pános Koútras sorti en 1999. Farce décalée, L'Attaque de la moussaka géante est devenu un mythe dans le milieu des amateurs de nanars,,, article de l'été le comparant à d'autres nanar comme Bulk l'Invincible aka the Amazing de 2012 et des parodies de séries Z.
Le film est considéré comme un remake grec de Danger planétaire.

## Synopsis
Une portion de moussaka, par l'intervention d'une soucoupe volante, se transforme en monstre géant qui envahit les rues d'Athènes, tuant au hasard dans les rues.
Le jeune ministre Anthony Boudolas, son épouse Joy et leur fils Aris vivent tous trois dans une villa en banlieue athénienne. Un jour, Anthony demande à leur domestique Anita de cuisiner une moussaka pour le diner. Une fois la famille à table et la moussaka servie, une énième dispute éclate dans le couple. Aris décide de prendre son assiette de moussaka avec lui, pour s'isoler et aller la manger dehors.
Une fois le garçon arrivé sur un terrain vague, une soucoupe volante fait son apparition dans le ciel. Les extraterrestres visent la moussaka et la soucoupe envoie des ondes en direction de l'assiette. Des réactions chimiques inattendues se produisent dans le plat. Boda, une extraterrestre, se retrouve coincée dans la sauce béchamel de la moussaka. Leur fusion conduit la moussaka à atteindre la taille d'un immeuble de six étages et à pouvoir se déplacer dans la ville.
Perdue dans Athènes, la moussaka géante se protège des agressions en envoyant de la sauce sur les individus. Malheureusement, ces jets sont souvent mortels, ce qui plonge la ville dans le chaos. En réalité, la moussaka cherche seulement à gagner la mer car c'est le seul endroit qui permettra à Boda de s'en extraire.

## Fiche technique
- Titre : L'Attaque de la moussaka géante.
- Titre original : Η επίθεση του γιγαντιαίου μουσακά (I epithésis tou yigantiéou moussaka).
- Titre anglais : The Attack of the Giant Moussaka.
- Réalisation : Pános Koútras.
- Scénario : Pános Koútras.
- Production : Pános Koútras (100% Synthetic Films).
- Année de production : 1999.
- Distribution :  France : Ad Vitam[5].
- Durée : 103 minutes.
- Dates de sortie :
  -  Grèce : 11 septembre 1999 (Festival international du film d'Athènes) ;
  -  Japon : 23 décembre 1999 ;
  -  Grèce : 24 décembre 1999 ;
  -  France : 7 juillet 2001.

## Distribution
- Yannis Aggelakis : Tara.
- Myriam Vourou : Joy Boudalas.
- Christos Mantakas : Alexis Alexiou.
- Grigóris Patrikaréas : Antonis Boudalas.
- Eugene Dimitriou : Aris Boudalas.
- Themis Bazaka : Evi Bay.
- Micalis Pantos : Dimis.
- Maria Kavadia : Chanel.
- Roubini Vasilakopoulou : Aleka Spay.
- Parthenopi Bouzouri : Anita.
- Natacha Kotsovou : la téléspectatrice enceinte.
- Yiannis Aggelakis : son mari.
- Nikos Stavropoulos : Dinos Dinou.
- Ann Coleman : elle-même.
- Pascale Breton : journaliste française.
- Consuelo Marcaccini : journaliste italienne.
- Maria Mastela : journaliste russe.
- Rolland MacKinney : journaliste anglais.
- Antzela Brouskou : Penelope Doglari, l'écologiste.
- Tzeni Balatsinou : médecin de bord OVNI.
- Kleio Hatzistefanou : Klion.
- Dorothea Merkouri : Dona.
- Poupi Magaraki : pilote de l'OVNI.
- Alexandra Merkouri : Gora.